# Markus Fritz
Markus Dietmar Fritz (* 18. Jänner 1972 in Bruck an der Mur) ist ein ehemaliger österreichischer Basketballspieler.

## Laufbahn
Fritz spielte während seiner Bundesliga-Laufbahn bis 1992 in Kapfenberg und anschließend bis 1999 bei Arkadia Traiskirchen. 1994 und 2000 gewann er mit den Niederösterreichern die Staatsmeisterschaft und trat in europäischen Vereinsbewerben an.
Der 1,90 Meter große Aufbauspieler war zudem österreichischer Teamspieler und vertrat die Nationalmannschaft unter anderem in Ausscheidungsspielen für Europameisterschaftsturniere.
2003 beendete er seine Basketball-Leistungssportkarriere.